# Elena Mazzoni
Elena Mazzoni (Mezzano Superiore, 31 maggio 1923 – Parma, 8 ottobre 2017) è stata un contralto e mezzosoprano italiano.

## Biografia
Si avvicinò al mondo della musica e al canto durante la guerra grazie al maestro Tullio Milan, che si recava a insegnare musica nella parrocchia di Mezzano Superiore, frazione del Comune di Mezzani. Il debutto fu il 15 agosto 1944 durante una sagra di paese, quando il maestro Milan compose un brano corale che prevedeva un assolo di un certo effetto. Alla festa erano presenti alcuni sfollati provenienti da Parma causa gli eventi bellici della Seconda guerra mondiale, e uno di questi la fece incontrare con il maestro Annibale Pizzarelli che la volle come allieva di canto.
Dopo aver vinto il concorso E.N.A.L. di Bologna del 1950, nel 1951 debuttò al Teatro nuovo di Milano come Ulrica in Un ballo in maschera. 

Stagione lirica 1961/1962, Teatro alla Scala, Milano. Elena Mazzoni a sinistra con Giulietta Simionato a destra in Orfeo ed Euridice.

Nel 1952 entrò nella scuola di perfezionamento per giovani cantanti lirici alla Scala eseguendo come saggio un brano da Gianni Schicchi.
Partecipò al III Festival Lariano del 1953 a Como ne 'L'italiana in Londra. Furono gli anni in cui iniziò l'amicizia con la famiglia Toscanini, che durò anche dopo la morte del maestro con le figlie, di cui divenne poi negli anni segretaria di famiglia, abitando nella casa di via Durini, 20 a Milano.
Nel 1954 cantò al Teatro Augustus di Genova in Madama Butterfly e Cavalleria Rusticana e al Teatro Sociale di Mantova in Madama Butterfly. Sempre a Mantova tornò nel 1958 e 1959 per Falstaff e nel 1960 per Otello e ancora Madama Butterfly. Fu poi a Trieste e dal 1955 al 1960 al Teatro Regio di Parma per cinque stagioni.
Nel 1960 entrò nel coro della Scala, dove rimase fino al 1983, anno in cui fu collocata in pensione. Fece ancora un anno nel coro della RAI di Milano per poi ritirarsi definitivamente.
Wally Toscanini la definì: "la cantante più intelligente che io conosca".
È morta a Parma l'8 ottobre 2017. Per sua volontà è stata sepolta nel cimitero di Mezzano Superiore.

## Repertorio
- Domenico Cimarosa
  - L'italiana in Londra (Madama Brillante)
- Manuel de Falla
  - El amor brujo (Una voce)
- Pietro Mascagni
  - Cavalleria rusticana (Mamma Lucia)
- Gian Carlo Menotti
  - Amelia al ballo (Seconda cameriera)
- Giacomo Puccini
  - Madama Butterfly (Suzuki; La Zia)
  - Gianni Schicchi (Zita)
- Giuseppe Verdi
  - Un ballo in maschera (Ulrica)
  - Otello (Emilia)
  - Falstaff (Mrs. Quickly)

## Discografia
- Carlo Gesualdo Quintetto Vocale Italiano – Madrigali A Cinque Voci - Rivoalto 1989
- Carlo Gesualdo Quintetto Vocale Italiano – Madrigali A Cinque Voci Dell'Illustrissimo, & Eccellentissimo Prencipe Di Venosa, D. Carlo Gesualdo - Libro Primo - Arcophon, Amadeo
- Carlo Gesualdo Quintetto Vocale Italiano, Concerto Italiano – Madrigali A Cinque Voci - Libri 1 & 2- Elite Classics
- Gian Carlo Menotti Amelia al ballo - Columbia/EMI 1954
- Luigi Nono Contrappunto dialettico alla mente - Deutsche Grammophon 1970-1988

### Altre pubblicazioni
- Nuova rivista musicale italiana, Volume 5, Edizioni 1-3, Edizioni RAI, 1971.
- Ricordiana, Volume 2, Ricordi & C, 1956.
- Sir Compton Mackenzie, Christopher Stone, Gramophone, Volume 42, General Gramophone Publications Limited, 1964.
- The New Records, Volume 31, H.R. Smith Company, 1963.
- RMI, Rassegna Musicale Italiana, Volumi 5-7, Rassegna musicale italiana, 2000.
- Discoteca alta fedelta', Volume 4, Casa editrice l'esperto, 1963.
- Peter Hugh Reed, American Record Guide, Helen Dwight Reid Educational Foundation, 1964.

| Controllo di autorità | SBN TO1V000224 |